# Dankaur
Dankaur är en ort i Indien.   Den ligger i distriktet Gautam Buddha Nagar och delstaten Uttar Pradesh, i den norra delen av landet, 50 km sydost om huvudstaden New Delhi. Dankaur ligger 207 meter över havet och antalet invånare är 13 020.
Terrängen runt Dankaur är mycket platt. Runt Dankaur är det tätbefolkat, med 476 invånare per kvadratkilometer. Närmaste större samhälle är Greater Noida, 16,2 km norr om Dankaur. Trakten runt Dankaur består till största delen av jordbruksmark.